# Ярен
Яре́н (англ. Yaren) — город и один из административных и избирательных округов Республики Науру, неофициальная столица страны.

## Природные условия
Ярен расположен на острове Науру, коралловом атолле, возникшем на вершине вулканического конуса. Климат экваториальный, жаркий и влажный. Среднемесячная температура составляет около 28 градусов. Осадков в год выпадает примерно 2000 мм. Нередко случаются засухи, а в отдельные годы выпадает до 4500 мм осадков. Наиболее влажный сезон продолжается с ноября по февраль, когда преобладают западные муссоны. Естественная растительность представлена кокосовыми пальмами, панданусами, фикусами, лаврами и другими лиственными деревьями. Распространены также различные кустарники. Животный мир Науру беден. Из млекопитающих здесь водятся только крысы, из пресмыкающихся — ящерицы. Много птиц и насекомых.

## Население, язык, вероисповедание
По переписи 2011 года, численность населения Ярена составляет 747 человек. Среди жителей округа преобладают науруанцы, представители микронезийской группы народов. На их долю приходится примерно 90 % населения. Кроме того, в Ярене проживает около 5 % выходцев с других островов Океании, а также 3 % китайцев, остальные — европейцы. Официальные языки — науруанский и английский. Среди верующих более 60 % исповедуют протестантскую веру, остальные — католическую.

## История развития города

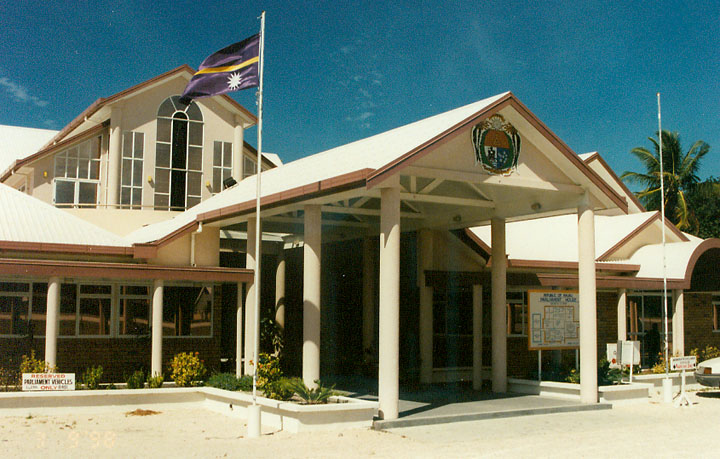
Здание парламента

Первые европейские поселения на территории округа Ярен появились в 30-х годах XIX века. В 1888 году Ярен вошел в состав германского протектората Маршалловы острова, а с 1914 года находился под совместным управлением Великобритании, Австралии и Новой Зеландии. В период Второй мировой войны, в 1942—1945 годах, округ подвергся оккупации японскими войсками. В 1968 году государство Науру получило независимость, однако Ярен не был провозглашен официальной столицей республики. Наряду с округом Мененг, где расположена резиденция президента, он стал лишь административным центром Науру.

## Культурное значение
Единственными достопримечательностями города являются два музея японского вооружения и многочисленные бункеры и капониры, сохранившиеся со времен Второй мировой войны. Остров буквально окружён со всех сторон затонувшими самолётами и кораблями. Город имеет Международный аэропорт, также к достопримечательностям можно отнести небольшое подземное озеро Мокуа-Вел.